# پیر هوهنبرگ
پیر هوهنبرگ (فرانسوی: Pierre C. Hohenberg‎؛ زاده ۳ اکتبر ۱۹۳۴ در نوی-سور-سن) یک فیزیکدان نظری اهل فرانسه-ایالات متحده آمریکا است که در درجه اول بر روی مکانیک آماری فعالیت می‌کند.
هوهنبرگ در دانشگاه هاروارد تحصیل نموده است، جایی که وی مدرک کارشناسی خویش را در سال ۱۹۵۶، و مدرک کارشناسی ارشد خویش را در سال ۱۹۵۸ (پس از اقامت ۱۹۵۶/۵۷ در اکول نرمال سوپریور) و مدرک دکتری خویش را در سال ۱۹۶۲ از آنجا کسب نموده است.